# تپه باستانی قلا
تپه باستانی قلا در گیلانغرب در استان کرمانشاه یک تپه دست‌ساز و کاملاً مصنوعی در دشت گیلان‌غرب در مرکز شهر واقع شده است. تا قبل از انقلاب اسلامی سال ۱۳۵۷ و قبل از جنگ ایران و عراق و تخلیه کامل شهر گیلان‌غرب این تپه باستانی از لحاظ شکل و ساختار بیشتر دست نخورده باقی مانده بود. این تپه باستانی هر روز شاهد تخریب بیشتر و نابودی بیشتر است.

## مشخصات تپه
تپه باستانی قلا نزدیک به ۲۱ متر ارتفاع دارد.

## قدمت
قدمت تپۀ باستانی قلا به درستی مشخص نیست. تاکنون در این رابطه دو نظر عرضه شده‌ است. برخی از باستان شناسان این بنا را مربوط به دوره مس سنگی یعنی هزاره چهارم تا پنجم قبل از میلاد دانسته‌اند، و برخی دیگر آن را به دوره نوسنگی یعنی هزاره پنجم تا ششم پیش از میلاد مربوط می‌دانند.

## کاوش باستان‌شناسی
تپۀ باستانی قلا تا سال ۱۳۹۸ مورد کاوش باستان‌شناسی قرار نگرفته‌ بود. فصل اول کاوش این تپه باستانی را هوشنگ رستمی از گروه پژوهشی باستان‌کاوی تیسافرن از پاییز ۱۳۹۸ در مساحت یک و نیم مترمربع و به عمق ۱۰ متر انجام داد. براساس نتایج فصل اول کاوش، تپه باستانی قلا از هزارۀ سوم قبل از میلاد تا به عصر جدید یعنی در زمان قاجار بصورت مستمر مورد استفاده حکومت‌ها قرار می‌گرفته و قدمت آن تا بدینجا دست‌کم می‌باید ۲۷۰۰ تا ۲۸۰۰ سال قبل از میلاد برسد. علاوه بر این در این فصل از کاوش قطعات سفالی کشف شده که نشان می‌دهد این تپه در دوره‌هایی به عنوان انبار غلات نیز استفاده می‌شده‌است.